# Harry van der Laan (astronome)
Pour les articles homonymes, voir Harry van der Laan et van der Laan.
Harry van der Laan, né en 1936, est un astrophysicien néerlandais, directeur général de l'Observatoire européen austral de 1988 à 1992.

## Éducation
Il a effectué son doctorat à l'Université de Cambridge et a passé sa thèse en astronomie et astrophysique en 1962 avec une thèse sur le sujet Mathematics Subject Classification.

## Carrière
De 1976 à 1986, il a travaillé à l'université de Leyde et à l'observatoire de Leyde.
De 1988 à 1992, Harry van der Laan était le directeur général de l'Observatoire européen austral.
À partir de 1994, il a travaillé à l'Institut d'astronomie de l'Université d'Utrecht et est actuellement aussi encore un membre actif de l'Union astronomique internationale.

## Récompenses et reconnaissance
L'astéroïde (2823) van der Laan porte son nom.